# Ponts-et-Marais
Pour les articles homonymes, voir Ponts.
Ponts-et-Marais est une commune française située dans le département de la Seine-Maritime en région Normandie.

## Géographie
Traversé par la Bresle, le village est accessible, au niveau routier, par les axes Eu - Gamaches, aussi bien du côté normand (RD 49) que du côté picard (RD 1015, ex-RN 15bis).
| Eu | Saint-Quentin-la-Motte-Croix-au-Bailly (Somme) | Oust-Marest (Somme)             |
| Eu | Ponts-et-Marais                                | Bouvaincourt-sur-Bresle (Somme) |
| Eu | Eu                                             | Incheville                      |

### Hydrographie
La commune est située dans le bassin Seine-Normandie. Elle est drainée par la Bresle, la rivièrette et divers autres petits cours d'eau,.
La Bresle est un fleuve côtier d'une longueur de 68 km, qui prend sa source dans la commune d'Abancourt, à 180 mètres d’altitude, et se jette  dans la Manche au Tréport, après avoir traversé 30 communes. Les caractéristiques hydrologiques de la Bresle sont données par la station hydrologique située sur la commune. Le débit moyen mensuel est de 7,24 m3/s. Le débit moyen journalier maximum est de 18,6 m3/s, atteint lors de la crue du 28 décembre 1999. Le débit instantané maximal est quant à lui de 18,8 m3/s, atteint le même jour.
Un plan d'eau complète le réseau hydrographique : le Petit Marais (9,51 ha),.

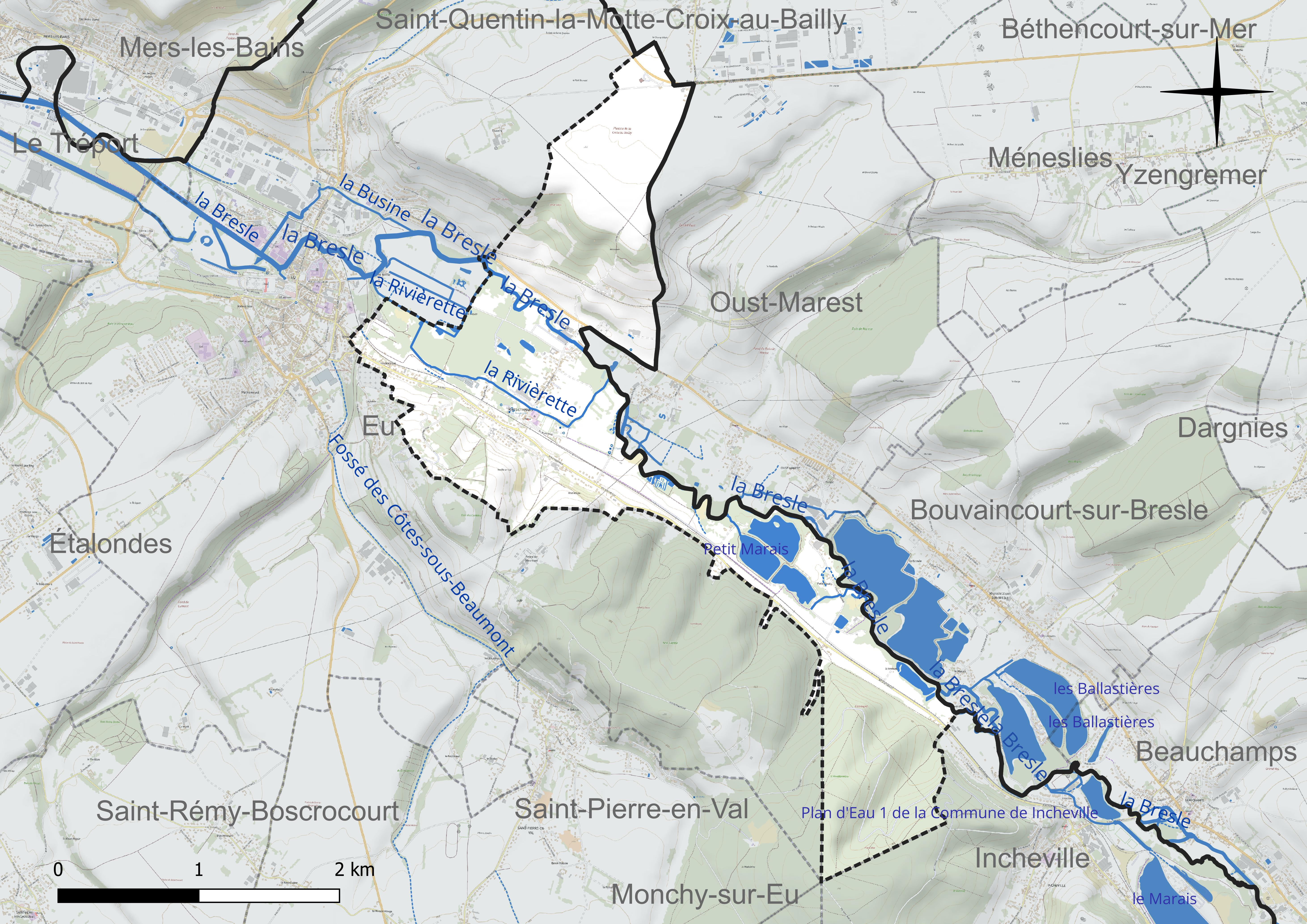
Réseau hydrographique de Ponts-et-Marais.

### Climat
Pour des articles plus généraux, voir Climat de la Normandie et Climat de la Seine-Maritime.
En 2010, le climat de la commune est de type climat océanique franc, selon une étude du CNRS s'appuyant sur une série de données couvrant la période 1971-2000. En 2020, Météo-France publie une typologie des climats de la France métropolitaine dans laquelle la commune est exposée à un climat océanique et est dans la région climatique Côtes de la Manche orientale, caractérisée par un faible ensoleillement (1 550 h/an) ; forte humidité de l’air (plus de 20 h/jour avec humidité relative > 80 % en hiver), vents forts fréquents. Parallèlement le GIEC normand, un groupe régional d’experts sur le climat, différencie quant à lui, dans une étude de 2020, trois grands types de climats pour la région Normandie, nuancés à une échelle plus fine par les facteurs géographiques locaux. La commune est, selon ce zonage, exposée à un « climat maritime », correspondant au Pays de Caux, frais, humide et pluvieux, légèrement plus frais que dans le Cotentin.
Pour la période 1971-2000, la température annuelle moyenne est de 10,7 °C, avec une amplitude thermique annuelle de 12,7 °C. Le cumul annuel moyen de précipitations est de 860 mm, avec 12,6 jours de précipitations en janvier et 8,2 jours en juillet. Pour la période 1991-2020, la température moyenne annuelle observée sur la station météorologique la plus proche, située sur la commune de Cayeux-sur-Mer à 16 km à vol d'oiseau, est de 11,4 °C et le cumul annuel moyen de précipitations est de 761,1 mm,. Pour l'avenir, les paramètres climatiques de la commune estimés pour 2050 selon différents scénarios d'émission de gaz à effet de serre sont consultables sur un site dédié publié par Météo-France en novembre 2022.

## Urbanisme

### Typologie
Au 1er janvier 2024, Ponts-et-Marais est catégorisée commune rurale à habitat dispersé, selon la nouvelle grille communale de densité à sept niveaux définie par l'Insee en 2022.
Elle appartient à l'unité urbaine d'Eu, une agglomération inter-régionale regroupant six  communes, dont elle est une commune de la banlieue,,. Par ailleurs la commune fait partie de l'aire d'attraction d'Eu, dont elle est une commune de la couronne,. Cette aire, qui regroupe 26 communes, est catégorisée dans les aires de moins de 50 000 habitants,.

### Occupation des sols
L'occupation des sols de la commune, telle qu'elle ressort de la base de données européenne d’occupation biophysique des sols Corine Land Cover (CLC), est marquée par l'importance des territoires agricoles (60,7 % en 2018), une proportion identique à celle de 1990 (60,7 %). La répartition détaillée en 2018 est la suivante : 
prairies (31,8 %), forêts (22,8 %), terres arables (20,3 %), zones urbanisées (11 %), zones agricoles hétérogènes (8,5 %), eaux continentales (5 %), zones industrielles ou commerciales et réseaux de communication (0,5 %). L'évolution de l’occupation des sols de la commune et de ses infrastructures peut être observée sur les différentes représentations cartographiques du territoire : la carte de Cassini (XVIIIe siècle), la carte d'état-major (1820-1866) et les cartes ou photos aériennes de l'IGN pour la période actuelle (1950 à aujourd'hui).

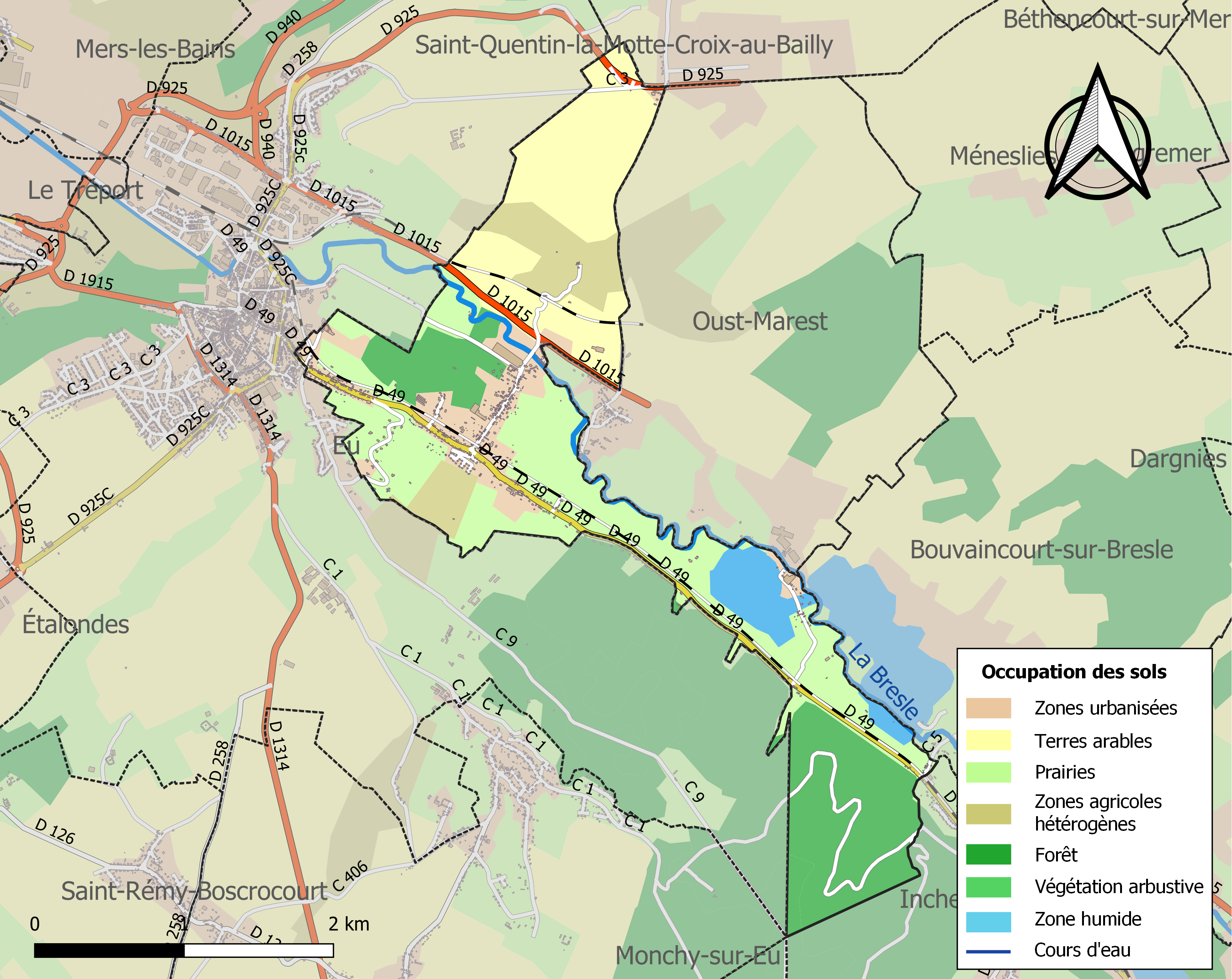
Carte des infrastructures et de l'occupation des sols de la commune en 2018 (CLC).

## Toponymie
Le nom de la localité est attesté sous les formes de Pont et Mares vers 1119 (Archives départementales de la Seine-Maritime, 6 H 6), Haelermus de Ponte en 1175, Le Pont et Hapud Pont en 1214 et enfin Ponts et Marais en 1830.
Le village tient son nom du pont permettant à la voie romaine Eu - Beauvais, dite chaussée Brunehaut, de franchir la Bresle.
Marais est issu du nom de l'ancienne commune (Marais-Normand) du XIXe siècle. Ce Marais est dit Normand par opposition au Marais ou Marest de la rive picarde de la Bresle, commune d'Oust-Marest (Somme) dit aussi Grand-Marais.

## Histoire
Ponts-et-Marais est née de la fusion des communes de Ponts et de Marais-Normand, avant 1820 (date non-précise). Harancourt était également une paroisse distincte qui est aujourd'hui associée à la commune  de Ponts-et-Marais.
Une filature est créée en 1846. Elle sera transformée en papeterie puis en cartonnerie en 1963. L'activité papeterie ferme en 1994. Employant encore 75 salariés, l'établissement  Smurfit-Kappa ferme définitivement le 20 février 2015.

## Politique et administration

### Rattachements administratifs et électoraux
Rattachements administratifs
La commune se trouve depuis 1926 dans l'arrondissement de Dieppe du département de la Seine-Maritime.
Elle faisait partie depuis 1793 du canton d'Eu. Dans le cadre du redécoupage cantonal de 2014 en France, cette circonscription administrative territoriale a disparu, et le canton n'est plus qu'une circonscription électorale.
La localité relève :
- du tribunal de grande instance de Dieppe (à 29 km),
- du tribunal pour enfants de Dieppe,
- du tribunal d'instance de Dieppe,
- du tribunal de commerce de Dieppe,
- du conseil de prud'hommes de Dieppe.

Rattachements électoraux
Pour les élections départementales, la commune fait partie depuis 2014 du canton d'Eu
Pour l'élection des députés, elle fait partie de la sixième circonscription de la Seine-Maritime.

### Intercommunalité
La commune est membre de la communauté de communes des Villes Sœurs, un établissement public de coopération intercommunale (EPCI) à fiscalité propre créé en 2000 sous le nom de communauté de communes du Gros Jacques.

### Administration municipale
La population (500 à 1 000 habitants) détermine le nombre de conseillers municipaux, fixé à quinze.

### Liste des maires
| Période                                  | Période                    | Identité          | Étiquette | Qualité                                                                                            |
| ---------------------------------------- | -------------------------- | ----------------- | --------- | -------------------------------------------------------------------------------------------------- |
| Les données manquantes sont à compléter. |                            |                   |           | |
|                                          | 1983                       | Schriver Chapelle | PCF       | |
| mars 1983                                | En cours (au juillet 2020) | Marylise Bovin    |           | Retraitée Vice-présidente de la CC des Villes Sœurs (2014 → 2020) Réélue pour le mandat 2020-2026, |

## Démographie
L'évolution du nombre d'habitants est connue à travers les recensements de la population effectués dans la commune depuis 1793. Pour les communes de moins de 10 000 habitants, une enquête de recensement portant sur toute la population est réalisée tous les cinq ans, les populations de référence des années intermédiaires étant quant à elles estimées par interpolation ou extrapolation. Pour la commune, le premier recensement exhaustif entrant dans le cadre du nouveau dispositif a été réalisé en 2008.

En 2022, la commune comptait 801 habitants, en évolution de +2,04 % par rapport à 2016 (Seine-Maritime : +0,35 %, France hors Mayotte : +2,11 %).
| 1793 | 1806 | 1821 | 1831 | 1836 | 1841 | 1846 | 1851 | 1856 |
| ---- | ---- | ---- | ---- | ---- | ---- | ---- | ---- | ---- |
| 207  | 208  | 255  | 276  | 274  | 291  | 301  | 274  | 271  |

| 1861 | 1866 | 1872 | 1876 | 1881 | 1886 | 1891 | 1896 | 1901 |
| ---- | ---- | ---- | ---- | ---- | ---- | ---- | ---- | ---- |
| 259  | 249  | 258  | 250  | 309  | 354  | 306  | 385  | 435  |

| 1906 | 1911 | 1921 | 1926 | 1931 | 1936 | 1946 | 1954 | 1962 |
| ---- | ---- | ---- | ---- | ---- | ---- | ---- | ---- | ---- |
| 538  | 540  | 606  | 585  | 663  | 712  | 668  | 787  | 755  |

| 1968 | 1975 | 1982 | 1990 | 1999 | 2006 | 2008 | 2013 | 2018 |
| ---- | ---- | ---- | ---- | ---- | ---- | ---- | ---- | ---- |
| 791  | 773  | 854  | 793  | 828  | 838  | 841  | 786  | 814  |

| 2022 | - | - | - | - | - | - | - | - |
| ---- | - | - | - | - | - | - | - | - |
| 801  | - | - | - | - | - | - | - | - |

## Culture locale et patrimoine

### Lieux et monuments
- Église Saint-Valéry. Saint Valery aurait été baptisé dans l'église primitive. Le beffroi de l'église actuelle renferme une cloche datée de 1783[20].
- Le stade de football Alphonse-Boutry est le terrain de jeu du RCP (Racing club pontois).

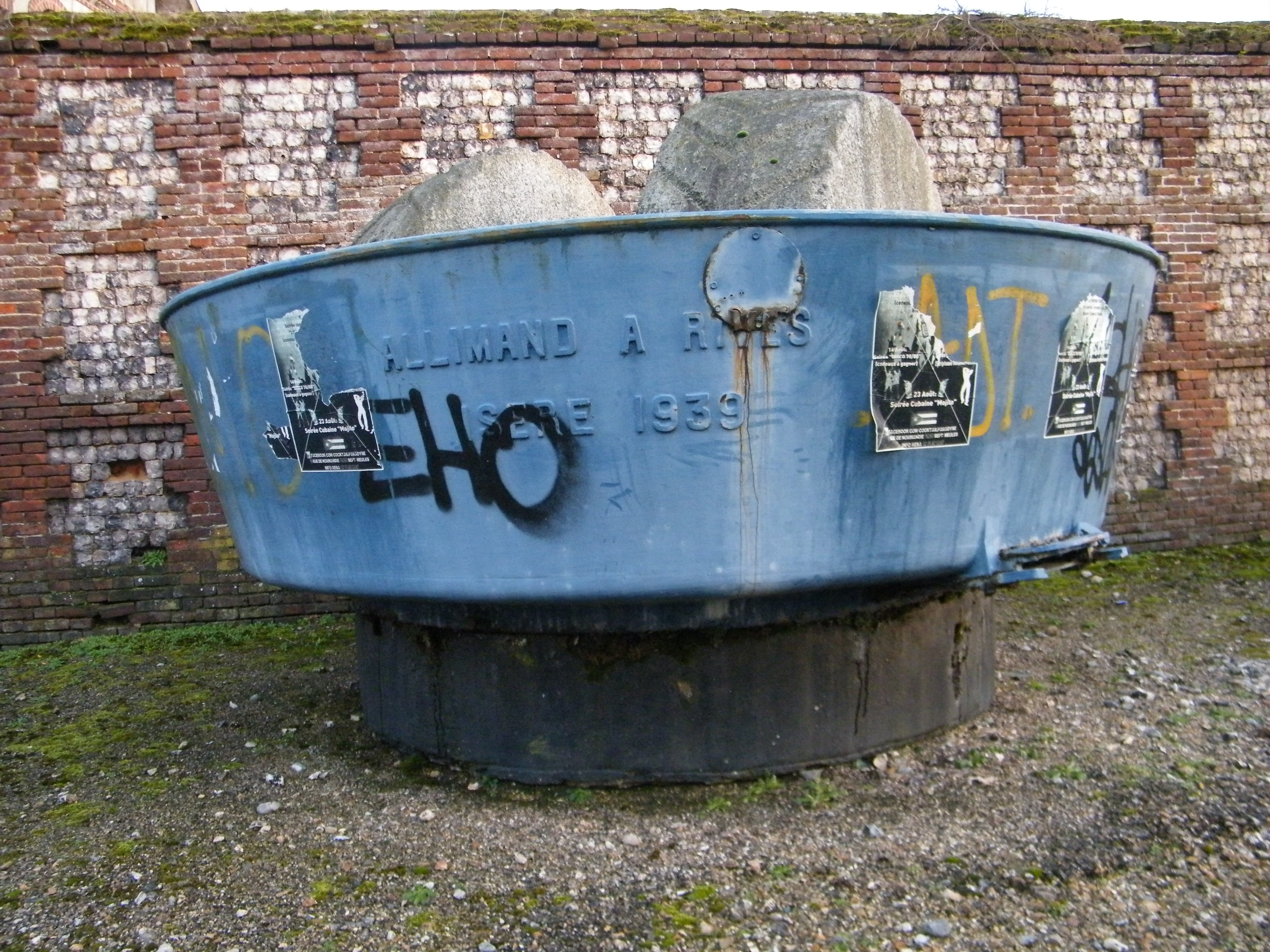
Anciennes meules de la papeterie.
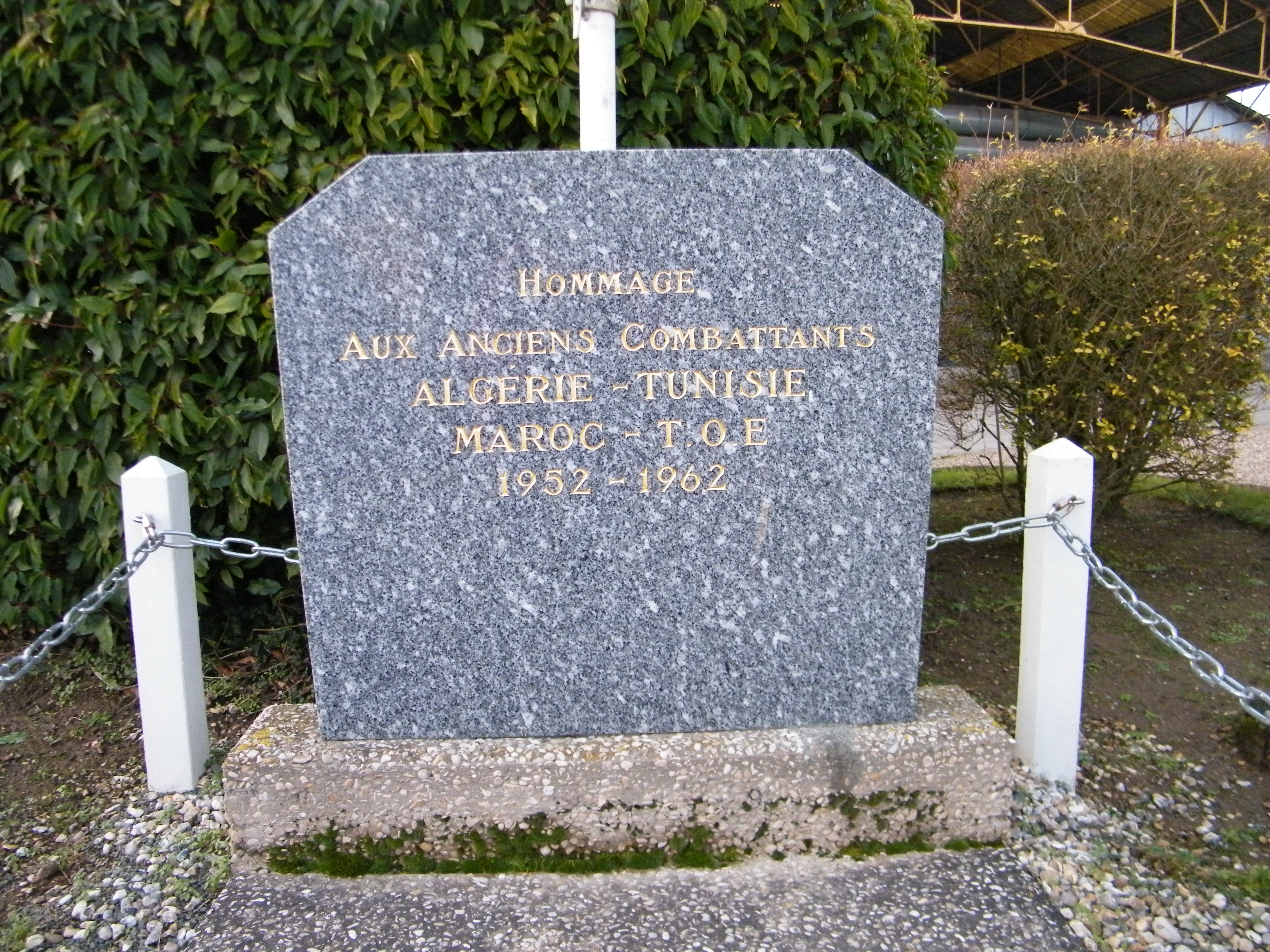
Hommage aux CATM.
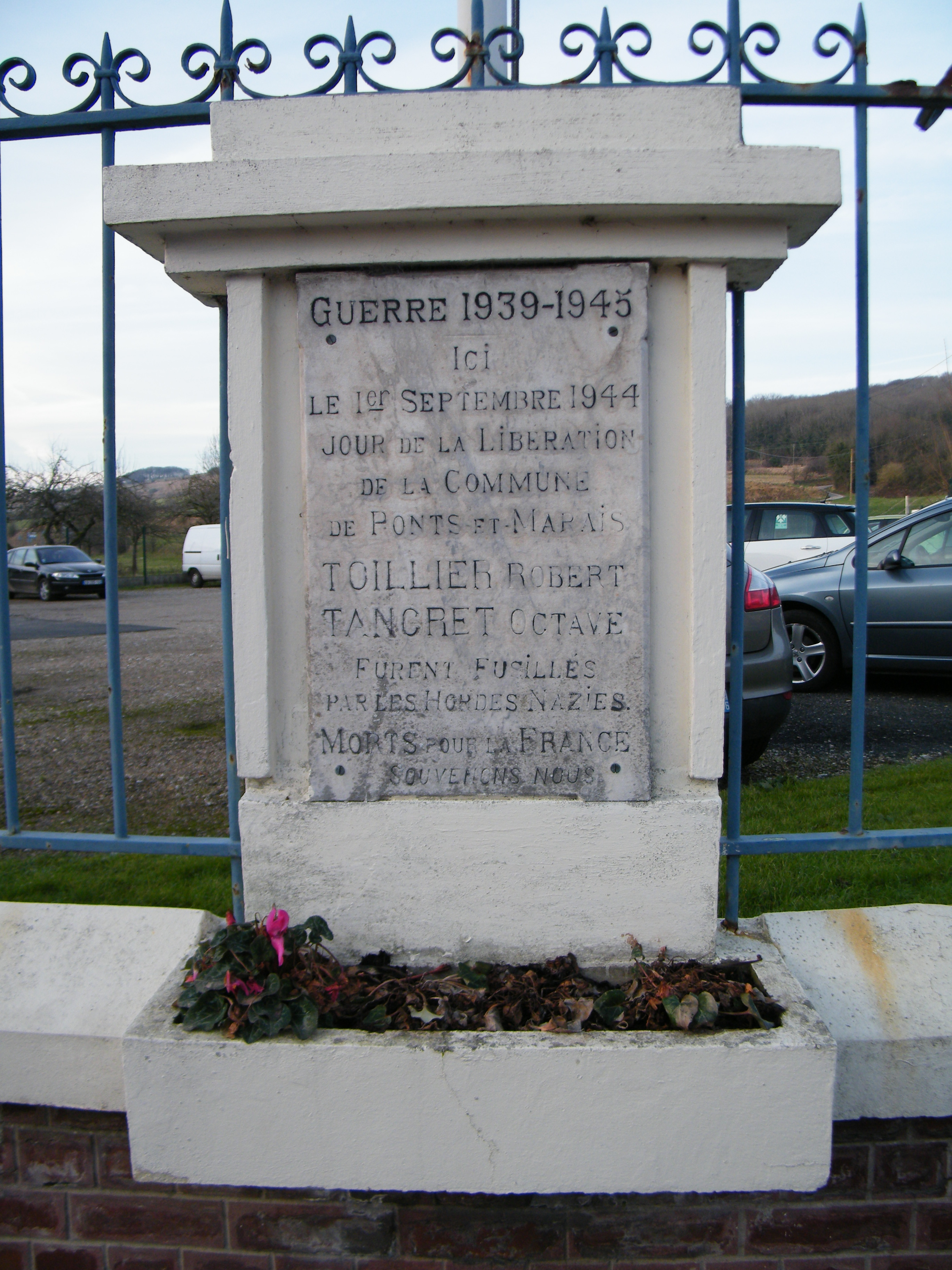
Hommage aux fusillés de 1944.

### Héraldique
| Armes de Ponts-et-Marais | Les armes de la commune de Ponts-et-Marais se blasonnent ainsi : De sinople au pont en dos-d'âne d'une arche d'or maçonné de sable, accompagné de trois gerbes de trois roseaux de Judée [ou à massette] d'argent. Création Jacques Dulphy. Adopté le 16 septembre 2013. |